# Capó de la puna
El capó de la puna (Plegadis ridgwayi) és ocell de la família dels tresquiornítids (Threskiornithidae) que habita zones empantanegades, estanys i corrents fluvials de la "puna", als alts Andes, des del Perú, cap al sud, a través de Bolívia fins a l'extrem nord de Xile i nord-oest de l'Argentina.